# Festuca deserti
Festuca deserti är en gräsart som först beskrevs av Ernest Saint-Charles Cosson och Michel Charles Durieu de Maisonneuve, och fick sitt nu gällande namn av Louis Charles Trabut. Festuca deserti ingår i släktet svinglar, och familjen gräs. Inga underarter finns listade i Catalogue of Life.